# اوکای یوکوشلو
اوکای یوکوشلو (ترکی استانبولی: Okay Yokuşlu؛ زادهٔ ۹ مارس ۱۹۹۴) بازیکن فوتبال اهل ترکیه است که در حال حاضر برای تیم ملی فوتبال ترکیه و باشگاه فوتبال سلتاویگو در پست هافبک بازی می‌کند.
از دیگر باشگاه‌هایی که در آن بازی کرده‌است می‌توان به باشگاه فوتبال ترابزون‌اسپور و باشگاه فوتبال قیصریه‌اسپور اشاره کرد.